# Marga Gual Soler
María Margarita Gual Soler (Mallorca) es una diplomática científica española. Ha sido asesora de las estrategias de diplomacia científica de varios gobiernos y de la Unión Europea y ha ayudado a restablecer los vínculos científicos entre Estados Unidos y Cuba. Gual Soler ha recibido diversas becas y premios, incluida la Beca de Liderazgo en Competitividad Global en la Universidad de Georgetown. El The Huffington Post la nombró una de los 40 latinos menores de 40 en política exterior.

## Biografía
Gual Soler nació y creció en la isla mediterránea de Mallorca. Se licenció en biología por la Universidad de Barcelona y realizó su doctorado en Biociencias Moleculares de la Universidad de Queensland en Australia. Se formó en el Departamento de Asuntos Económicos y Sociales de las Naciones Unidas en Nueva York, donde ayudó a elevar las voces de la comunidad científica en la transición de los Objetivos de Desarrollo del Milenio a los Objetivos de Desarrollo Sostenible (ODS).

## Carrera de diplomacia científica
Como experta en diplomacia científica, Gual Soler diseñó un nuevo plan de estudios de educación y capacitación en diplomacia científica en la la Universidad Estatal de Arizona, que luego amplió como directora principal de proyectos en el Centro de Diplomacia Científica de la AAAS. En este cargo, dirigió programas de capacitación en políticas científicas, diplomacia científica y asesoramiento científico en más de veinte países, en asociación con universidades, ministerios de relaciones exteriores, academias de ciencias y organizaciones internacionales, como la Academia Mundial de Ciencias, el Instituto Interamericano de Asuntos Globales Change Research, UNESCO, Global Young Academy y International Network for Government Science Advice. Lanzó el primer curso en línea sobre diplomacia científica, analizó y trazó un mapa de mecanismos para involucrar a científicos e ingenieros con políticas en todo el mundo, y se desempeñó como editora asociada de la revista Science & Diplomacy.
Gual Soler supervisó la implementación de un acuerdo de cooperación científica entre la AAAS y la Academia de Ciencias de Cuba tras la reapertura de las relaciones diplomáticas entre Estados Unidos y Cuba en 2015.
Gual Soler apoyó las estrategias de diplomacia científica de los gobiernos de España, Panamá, México y la Unión Europea. Como miembro del grupo asesor de alto nivel de expertos en investigación, innovación y ciencia (RISE) del comisario europeo Carlos Moedas, participó en dos libros sobre el futuro de la investigación y la innovación en Europa y asesoró en dos proyectos financiados por Horizonte 2020: Inventar una diplomacia científica compartida para Europa (InsSciDE) y Diplomacia científica para desafíos globales (S4D4C).

## Otras actividades profesionales
Bajo los auspicios de la UNESCO, Gual Soler ayudó a lanzar el capítulo latinoamericano de la Asociación Mundial de Jóvenes Científicos (WAYS) con Mandë Holford, y cofundó el Science Slam Festival, una nueva iniciativa de comunicación científica que combina ciencia y artes escénicas en Latinoamérica, realizados en España, México, Uruguay y Paraguay. También dirigió el compromiso político para el proyecto europeo PERFORM (Compromiso participativo con la investigación científica y tecnológica a través del rendimiento).
Es una defensora de las mujeres y de las minorías en la ciencia, y con frecuencia escribe y habla sobre los desafíos que enfrentan las mujeres en las carreras de ciencia e ingeniería a nivel mundial. Habló en la Marcha por la Ciencia de 2018 en Washington D. C. sobre los beneficios de la colaboración científica global. Es miembro del proyecto Homeward Bound, un programa anual que se lleva a cabo en la Antártida para ayudar a aumentar la visibilidad, la colaboración y el impacto político de las mujeres en el futuro del planeta.

## Reconocimientos y premios
- Programa de liderazgo en competitividad global de la Universidad de Georgetown (2014)[28]
- Diez latinas piensan en grandes innovadores para observar (2016)[29]
- 2016 Científico con estilo por Future-Ish (2016)[30]
- 40 latinos menores de 40 en política exterior por The Huffington Post (2017)[3]
- 100 Expertos Españoles en Innovación (Los 100 de Cotec) por la Fundación Cotec[31]
- Académica del Festival de Ideas de Aspen (2017)
- Participante en el Programa Homeward Bound (2018)[27]